# Nanette von Schaden
Anna Leopoldine Theresia Elisabetha von Schaden (geborene von Stadler) (* 2. Juni 1763 in Ebelsberg bei Linz; † 17. Jänner 1834 in Regensburg) war eine Pianistin, Komponistin und Sängerin.

## Leben
Nanette von Schaden wurde 1763 als uneheliche Tochter des Salzburger Hofkriegsratsdirektors Leopold Graf Pranck (1728–1793) und der Walburga Stadler im oberösterreichischen Ebelsberg (heute ein Stadtteil von. Linz) geboren. Mit etwa elf Jahren zog sie mit ihrer Mutter nach Wien und erhielt im Haus des Reichshofrates Friedrich von Mauchart (1736–1781) eine gute Erziehung, darunter auch Klavierunterricht. Im Jahr 1779 heiratete sie den Wallersteiner Hofrat Joseph von Schaden (1754–1814) und ließ sich mit ihm in der Residenz Wallerstein nieder, wo sie sich bald einen exzellenten Ruf als Pianistin erwarb und mit der Wallersteiner Hofkapelle auftrat. Im Jahr 1787 zogen die Schadens nach Augsburg, wo Joseph von Schaden das Amt eines reichsstädtischen Ratskonsulenten übernahm.
Im Jahr 1787 machte sie die Bekanntschaft von Ludwig van Beethoven. In demselben Jahr schrieb sie auch ihre erste Komposition, ein kleines Rondo. Bis 1788 erschienen zwei Klavierkonzerte, die sie wohl gemeinsam mit Antonio Rosetti schrieb.
Anfang 1793 trennte sich Nanette von Schaden von ihrem Mann und zog mit ihren beiden Töchtern Maria Anna Antonia (1784–1819) und Josepha Amalia (1786–1843) nach Regensburg zu ihrem Vater, wo sie 1834 starb.

## Werke
- Rondo (Allegro molto), 1787.
- Klavierkonzert B-Dur (zusammen mit Rosetti), 1788/89.
- Klavierkonzert G-Dur (zusammen mit Rosetti), 1788/89.